# 乌班吉河
乌班吉河（法語：或）是中部非洲刚果河的主要支流，一般认为始于姆博穆河和韋萊河的交汇处，向西伸延350千米，然后折向西南流经班吉，再向南流动500千米至刚果。乌班吉河和刚果河是班吉与布拉柴维尔之间的交通要道。

## 支流
- 韋萊河